# 스크린캐스트
스크린캐스트(screencast)는 컴퓨터 화면 출력의 디지털 녹화를 가리키며, "비디오 스크린 캡처"라고도 하며 오디오 내레이션을 종종 포함한다. 스크린샷이라는 용어와는 구별하는데, 스크린샷은 컴퓨터의 한 화면의 사진을 만들어내는 반면 스크린캐스트는 시간의 경과에 따른 화면에 나타나는 동영상을 말하며, 오디오 내레이션을 포함할 수 있다.

## 용어
2004년 컬럼니스트 Jon Udell은 신흥 장르에 대한 이름을 제안하기 위해 그의 블로그의 독자들을 초대하였다. Udell은 "screencast"라는 용어를 선정하였는데, 이는 Joseph McDonald와 Deeje Cooley에 의해 제안된 것이다.
스크린캐스트는 스크린캠(screencam)과 자주 번갈아 사용하는데 이는 1990년대 초 스크린캐스팅 제품으로서 스크린캠의 시장에 대한 영향력 때문이다. 그러나 스크린캠은 미국의 등록 상표인 반면, 스크린캐스트는 등록 상표가 아니다.

## 이용
스크린캐스트는 소프트웨어 기능의 사용에 대해 증명하고 교육하는 일을 지원할 수 있다. 스크린캐스트를 만들면 소프트웨어 개발자들이 그들의 작품을 자랑할 수 있다. 또, 교육자들은 기술을 교육과정에 연동하는 다른 수단으로 스크린캐스트를 이용하기도 한다. 학생들은 상호작용 화이트보드에 문제 해결을 위한 적절한 절차를 증명하기 위해 영상과 소리를 녹취할 수 있다.

## 같이 보기
- 온라인 강의
- 팟캐스트
- 스크린샷
- 소프트웨어 영상 믹서